# Saburō Kawabuchi
Saburō Kawabuchi (川淵 三郎?, Kawabuchi Saburō; Osaka, 3 dicembre 1936) è un allenatore di calcio, ex calciatore e dirigente sportivo giapponese.

## Carriera

### Calciatore

#### Club
Dopo aver giocato, tra il 1949 e il 1952, nella squadra di baseball della Takaishi Junior High School, passò al calcio in occasione dell'iscrizione alla Osaka Prefectural Mikunigaoka High School. Nel 1957 si iscrisse al circolo sportivo dell'Università di Waseda, dove frequentava la facoltà di economia quindi, dopo la laurea ottenuta nel 1961, fu assunto alla Furukawa Electric entrando nella squadra calcistica aziendale. Dopo aver vinto due edizioni della Coppa dell'Imperatore (1961 e 1964), divenne uno dei primi calciatori a partecipare alla Japan Soccer League nonché il primo a segnare una tripletta in occasione dell'incontro con il Nagoya Bank del 4 luglio 1965. Distintosi per la proficuità in fase di assist, si ritirò dal calcio giocato al termine della stagione 1970, dopo aver totalizzato 68 presenze e 10 gol.

#### Nazionale
Dopo aver totalizzato 44 presenze nelle categorie minori, Kawabuchi esordì nella nazionale maggiore nel dicembre 1958, segnando due reti contro Hong Kong: totalizzò 26 presenze in sette anni partecipando alla fase finale dei Giochi Olimpici di Tokyo e alle qualificazioni ai Mondiali cileni del 1962.

### Allenatore
Dopo il ritiro Kawabuchi proseguì la propria carriera professionale nella Furukawa Electric, dove svolse incarichi dirigenziali, facendo nel contempo parte dello staff tecnico della squadra aziendale: nel 1972 fu assunto alla guida tecnica del club ottenendo, in tre stagioni, 5 vittorie, 4 pareggi e 11 sconfitte.

### Dirigente
A partire dal 1976 Kawabuchi entrò a far parte del comitato organizzatore della Japan Soccer League per poi passare, nel 1979, ai quadri dirigenziali della Japan Football Association ricoprendo, tra il novembre 1980 e il marzo 1981, il ruolo di commissario tecnico ad interim. Dimessosi nel 1982, fu richiamato nel 1988 come segretario generale del comitato organizzatore della Japan Soccer League First Division e come capo della commissione che avrebbe dovuto occuparsi della fondazione e dell'organizzazione della Japan Professional Football League. Subito dopo la fondazione della lega calcistica (novembre 1991), Kawabuchi si dimise dagli incarichi dirigenziali nel Furukawa Electric venendo eletto come presidente della J. League e vicepresidente della Japan Football Association: nel periodo in cui ricoprì tali cariche fece parte del comitato organizzativo del campionato del mondo 2002, al termine del quale lasciò la presidenza della J. League per essere eletto presidente della Japan Football Association. Ottenuto nel 2006 il FIFA Order of Merit, si dimise da tutti gli incarichi dirigenziali nel luglio 2008, rimanendo nei quadri dirigenziali della federazione come presidente onorario. Fa parte della Japan Football Hall of Fame, nella quale fu introdotto nell'agosto 2008.

## Statistiche

### Presenze e reti nei club
| Stagione | Squadra                  | Campionato | Campionato | Campionato |
| Stagione | Squadra                  | Comp       | Pres       | Reti       |
| -------- | ------------------------ | ---------- | ---------- | ---------- |
| 1965     | Furukawa Electric        | JSL        | 14         | 3          |
| 1966     | Furukawa Electric        | JSL        | 14         | 4          |
| 1967     | Furukawa Electric        | JSL        | 14         | 1          |
| 1968     | Furukawa Electric        | JSL        | 14         | 1          |
| 1969     | Furukawa Electric        | JSL        | 12         | 1          |
| 1970     | Furukawa Electric        | JSL        | 0          | 0          |
|          | Totale Furukawa Electric |            | 68         | 10         |

## Palmarès
- Coppa dell'Imperatore: 1

Furukawa Electric: 1961, 1964